# Palaeohatteria longicaudata
La paleoatteria (Palaeohatteria longicaudata) è un tetrapode estinto, appartenente agli sfenacodonti. Visse nel Permiano inferiore (circa 290 - 295 milioni di anni fa) e i suoi resti fossili sono stati ritrovati in Germania.

## Descrizione
Questo animale era di medie dimensioni, e la lunghezza degli esemplari adulti non doveva superare i 140 centimetri mentre il peso era forse di 30 chilogrammi. Di Palaeohatteria, tuttavia, sono noti quasi esclusivamente i fossili di esemplari molto giovani, lunghi circa 50 - 60 centimetri e del peso di circa 3 chilogrammi. Il cranio di Palaeohatteria era relativamente alto, dotato di denti aguzzi e privi di striature o seghettature; erano presenti quattro denti premascellari, quattro o cinque denti più piccoli nella mascella prima di due lunghi canini, e circa 11-12 denti postcanini altrettanto corti. L'osso squamoso era dotato di un processo ventrale distinto, mentre l'osso frontale era allungato anteriormente e piuttosto largo. Le diapofisi dorsali erano moderatamente allungate. La coda era molto lunga (più del resto del corpo e della testa insieme).

## Classificazione
Questo animale ha una storia tassonomica complessa. Palaeohatteria longicaudata venne descritto per la prima volta nel 1888 da Karl Friedrich Heinrich Credner, sulla base di resti fossili comprendenti numerosi individui giovani, comprendenti anche i crani, ritrovati nella zona di Niederhäslich nei pressi di Dresda, in Germania. I fossili, risalenti all'inizio del Permiano, furono inizialmente attribuiti a un arcaico parente degli attuali tuatara (da qui il nome Palaeohatteria, poiché Hatteria era il nome con il quale all'epoca era conosciuto il tuatara). Le affinità di Palaeohatteria con i pelicosauri vennero proposte da Romer e Price (1940), i quali posero questo e altri generi (tra cui Pantelosaurus) in sinonimia con Haptodus, un altro pelicosauro di modeste dimensioni. Nel 1979, Currie considerò tutte le specie europee di Haptodus (tra cui anche H. longicaudatus) e la nordamericana Cutleria wilmarthi come conspecifiche con Haptodus baylei, la specie tipo. Questa classificazione venne considerata come affidabile fino al 1994, quando Laurin considerò il genere Haptodus un insieme polifiletico di pelicosauri sfenacodonti basali, ristabilendo quindi i "vecchi" generi Pantelosaurus, Palaeohatteria e Cutleria. Questa classificazione è ora ampiamente accettata.
Palaeohatteria è considerato un rappresentante degli sfenacodonti, un gruppo di tetrapodi pelicosauri vicini all'origine dei terapsidi e quindi dei mammiferi. Sembra che il suo più stretto parente sia Pantelosaurus, anch'esso del Permiano inferiore della Germania; i due generi si differenziavano per dettagli della dentatura e probabilmente degli artigli (Pantelosaurus possedeva artigli più lunghi).